# بخش اندامان جنوبی
بخش اندامان جنوبی (به انگلیسی: South Andaman district) یک بخش در هند است که در جزایر آندامان و نیکوبار واقع شده‌است.